# لیسا هارتمن بلک
لیسا هارتمن بلک (انگلیسی: Lisa Hartman Black؛ زادهٔ ۱ ژوئن ۱۹۵۶) هنرپیشه و خواننده اهل ایالات متحده آمریکا است.

## گزیده فیلمشناسی
از فیلم‌ها یا برنامه‌های تلویزیونی که وی در آن نقش داشته‌است می‌توان به آثار زیر اشاره کرد.
- فلیکا: کشور غرور (۲۰۱۲)
- تبادل دانشجو (۱۹۸۷)